# Zay Adél
Zay Adél (Nagyszeben, 1848. február 29. –‎ Brassó, 1928. december 29.) erdélyi tanárnő, feminista és pedagógus volt. Családja a Magyar Királyság német ajkú közösségéhez tartozott. Apja csecsemőkorában bekövetkezett halála miatt tanulmányait félbeszakította néhány időszak, amikor tanítóként keresett pénzt, hogy folytathassa magán- és hivatalos tanulmányait. 1880-ban, miután Bécsben és Gothában tanult külföldön, letette az általános iskolai tanári bizonyítványát Németországban és Magyarországon. A következő évben középiskolai tanári oklevelet kapott, ezzel ő lett az első erdélyi nő, aki felsőfokú végzettséget szerzett. 1875 és 1884 között a szegedi Keméndy Irma intézetében tanított.
Majdnem egy évtizedes szegedi élet után Zay Adél állást fogadott el egy újonnan alapított, óvodapedagógus-képző normál iskolában Kronstadtban (Brassó). Nem csak tanár volt, hanem kezdettől fogva az iskola fejlesztésének kreatív mozgatórugója volt, és ő tervezte meg a tantervet. 1884 és 1927 között vezette az iskolát, 1922-ben pedig hivatalos igazgatója lett. Kronstadtba költözésével egy időben csatlakozott az Erdélyi Evangélikus Egyház Általános Nőszövetségéhez, és a nők jogaiért folytatott küzdelem egyik vezetőjévé vált. Sikeresen agitált azért, hogy az óvoda- és kézművestanárokat ismerjék el nevelőként, és jogosultak legyenek nyugdíjra. Lobbizta a tanári pályát a nők számára is, ami 1901-ben meg is valósult, valamint egy női képző iskola létrehozásáért, ami 1903-ban meg is történt.
Könyveket írt a gyermeknevelés elméletéről, amelyeket Magyarországon és Németországban terjesztettek, és a második világháborúig képzési tankönyvként használtak. Külföldi tanulmányai során kapcsolatba lépett nemzetközi feministákkal, és szorgalmazta a nők szavazati jogának megadását. 1918-ban kampányának eredményeként a nők szavazati jogot kaptak az egyházi választásokon. 1920-ban megalapította a Freie Sächsische Frauenbund-ot (Szabad Szász Nők Ligája) ernyőszervezetként, hogy segítsen a nőknek a társadalmi-politikai jogaikért küzdeni a Román Királyságban, amelynek joghatósága alá került Erdély az első világháború befejezte után. Az 1920-as években parlamenti képviselőként és a burzenlandi néptanács járási bizottságának tagjaként tevékenykedett. Haláláig, 1928-ig aktívan részt vett az oktatási és politikai mozgalmakban.

## Fiatalkora

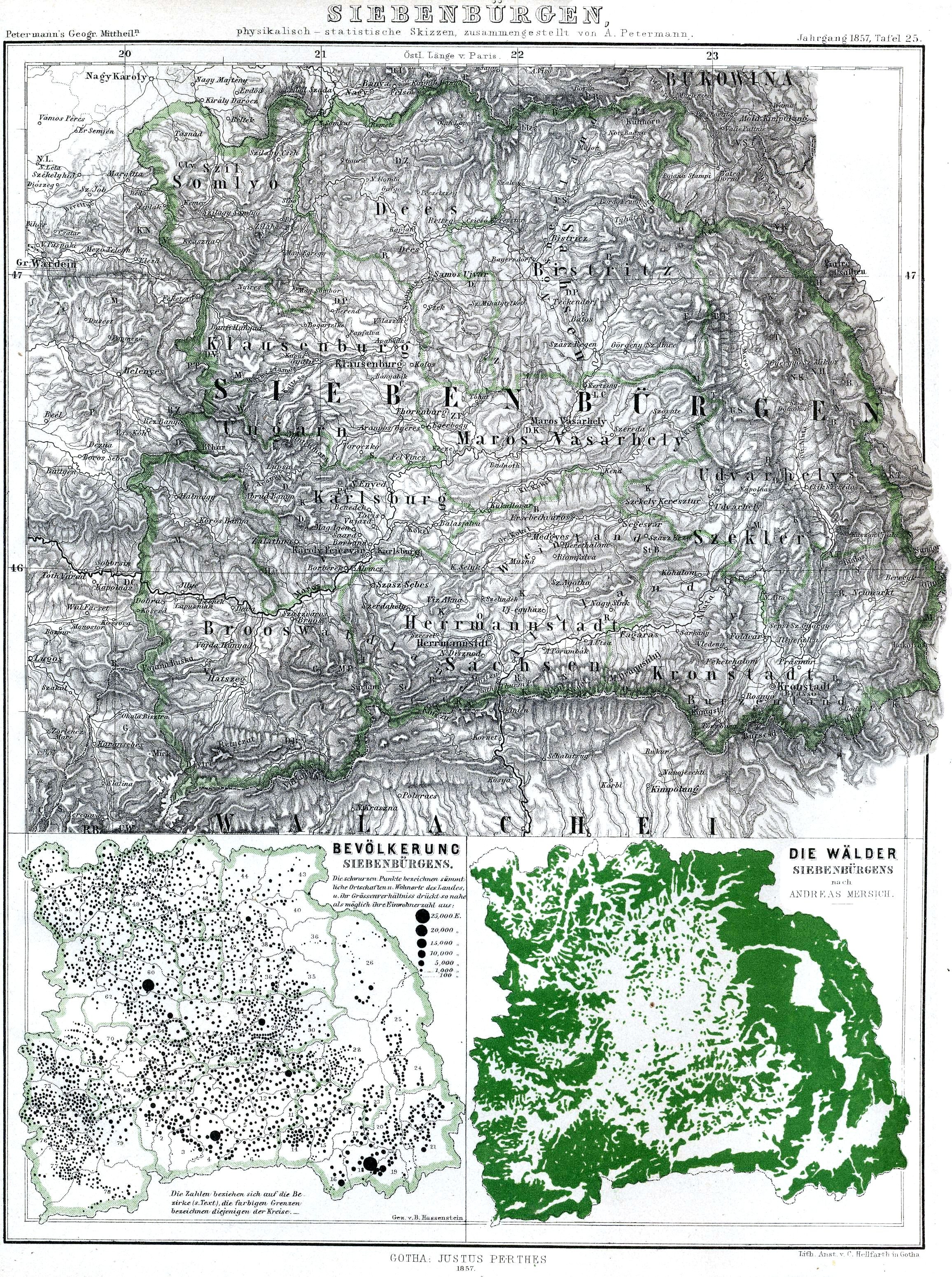
19. századi Erdélyi Fejedelemség

Adele Zay 1848-ban, szökőnapon született Hermannstadtban, az Erdélyi Fejedelemségben, az Osztrák Császárságban (ma Nagyszeben, Románia), Rosa (született Graef) és Daniel Adolf Zay gyermekeként. Családja erdélyi-szász volt, a magyar király által a 12. századtól Erdélybe letelepedni meghívott német, lutheránus lakossághoz tartozott. A német közösségek, amelyekben éltek, a 17. századtól a 19. század utolsó negyedéig politikai autonómiát élveztek. Ő volt a család negyedik lánya, és volt egy öccse, Gustav Adolf Zay, aki ügyvéd és magyar parlamenti képviselő lett. Apja a regionális bíróság bírája volt, de Adolf születése után, röviddel, 1850-ben meghalt. Feleségére csak csekély nyugdíjat hagyott, ami nem volt elegendő gyermekei taníttatására. Zay, aki tanárnő szeretett volna lenni, protestáns leányiskolába járt, és tanulmányait nyelv- és természettudományi magánórákkal egészítette ki.

## Pályafutása

### Korai pályafutása (1865–1884)
17 éves korára elkezdett korrepetálni, és három éven belül már franciát és németet tanított a nagyszebeni Mädchenerziehungsanstalt von Philippine Barreaud leányintézetben. Amikor az iskola 1873-ban bezárt, Bukarest Cotroceni negyedébe költözött, és a Mädchenerziehungs- und Lehrerinnenbildungsanstalt Asyl Helene-ben (Menhelyi Lányok Oktatási és Tanárképző Intézete) tanított, ahol egyik idősebb nővére tanárként dolgozott. A Helena Asylum egy árvaház volt, amelyet Elena Cuza hitvese, a Moldva és Havasalföld egyesült fejedelemségeinek hercege alapított 1862-ben. Később Erzsébet román királyné védnöksége alatt működött. Zay német nyelvet, földrajzot és történelmet tanított.

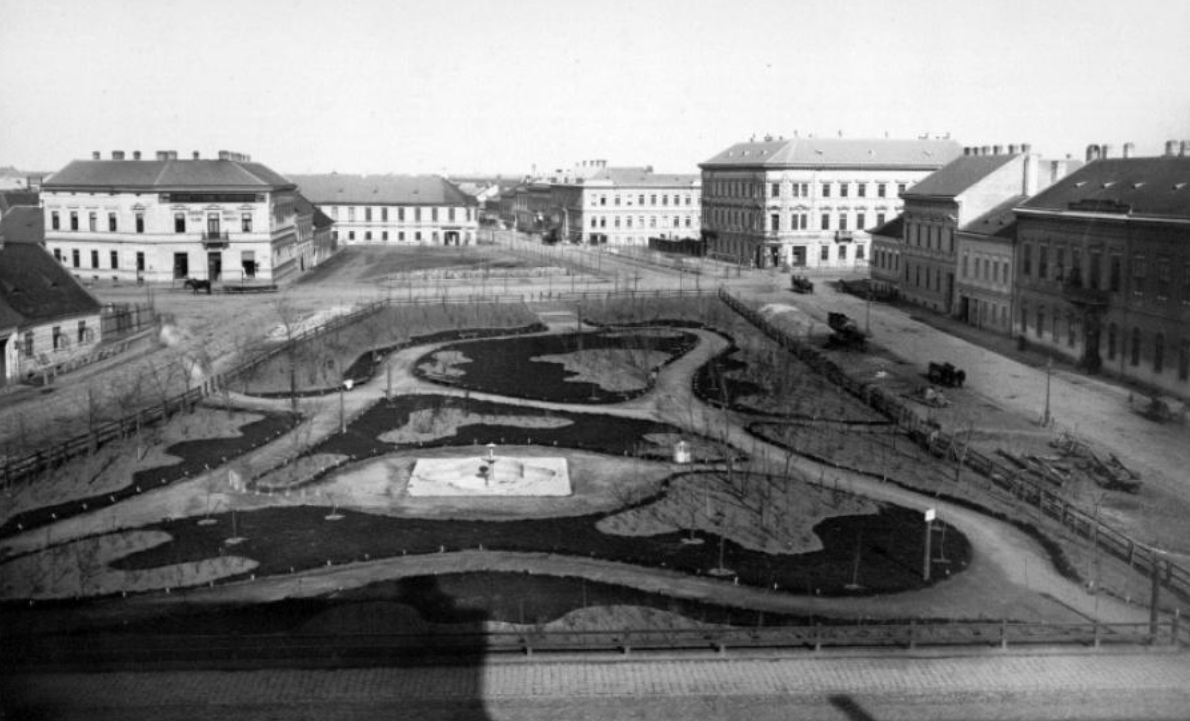
Dugonics tér, Szeged, kb. 1883–1885 (a tér bal felső sarkában, előtte egy lóval, Kéméndy Irma Intézete látható)

1875-ben Zay, hogy továbbtanuljon, Bécsbe ment, és részt vett egy Friedrich Dittes iskolareformer és a Fröbel-módszer szószólója által vezetett szemináriumon. Gothában magánórákat is vett August Köhlertől, Fröbel elveinek hívétől, aki pedagógiai tantárgyakat oktatott neki. Decemberre új állást kapott, angol és német nyelvet, földrajzot és matematikát tanított a szegedi Kéméndy Irma intézetében. Tanítás közben folytatta tanulmányait a Keméndy Intézet tanárképző iskolájában. 1880-ban letette a vizsgát, hogy német és magyar állami elemi iskolákban taníthasson. A következő évben további vizsgát tett a Budapesti Állami Tanítóképzőben, hogy francia és angol nyelvet taníthasson, ezzel ő lett az első erdélyi-szász tanár, aki középiskolai oktatásra jogosult okleveles tanár volt. 1884-ig folytatta a tanítást és adminisztrátorként dolgozott a Keméndy Intézetben, amikor az Ágostai hitvallású Evangélikus Egyház presbitériuma meghívta, hogy tanítson az újonnan létrehozott óvodapedagógusképző iskolájukban.

### Kronstadt (1884–1917)
Majdnem egy évtizedes szegedi élet után Zay elfogadta az Ágostai hitvallású Evangélikus Egyház Óvodapedagógusképző Főiskolájának (Kindergärtnerinnenbildungsanstalt von der Evangelischen Landeskirche-AB, KBA-AB) állását, és Brassóba költözött. Bár az igazgató alárendeltségében osztálytanárnak nevezték ki, Zay kezdettől fogva az intézmény mozgatórugója és kreatív vezetője volt. Mivel ő volt az egyetlen felsőfokú végzettséggel rendelkező nő, rá bízták a tanterv kidolgozását, amely nevelési és óvodaelméleti, német és magyar nyelvi, földrajzi, történelmi órákat, valamint egy gyakorlati órát tartalmazott. Miután az előző évtizedben németországi tanulmányai során megismerkedett a nőmozgalommal, Zay 1884-es megalakulásakor csatlakozott az Erdélyi Evangélikus Egyház Általános Nőegyletéhez, és a nők jogaiért folytatott küzdelem egyik vezetőjévé vált. 1888-ban előadást tartott Die Frau als Lehrerin (A nő mint tanítónő) címmel, amelyben amellett érvelt, hogy az Erdélyi Evangélikus Egyház által működtetett leányiskolákban egyenlő jogokat kell alkalmazni. Rámutatott, hogy 1887-ben elutasították a női tanítók felvételére vonatkozó javaslatot azzal az indokkal, hogy az egyháznak egy normál iskolát kellene nyitnia és működtetnie a képzésükhöz.

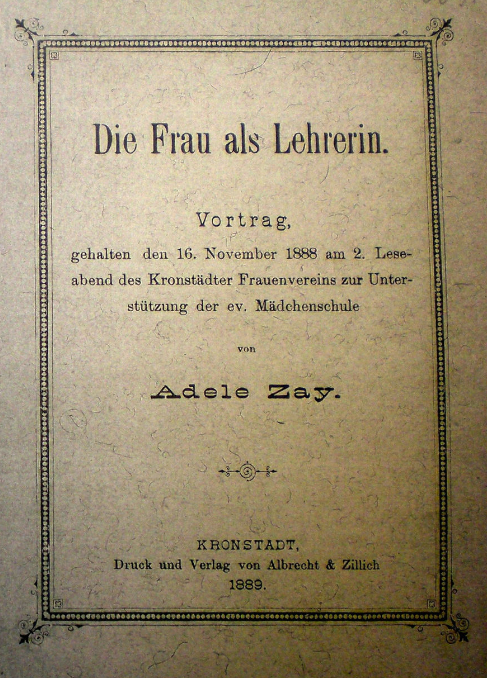
Die Frau als Lehrerin, 1889

Az 1889-es budapesti Gyermeknevelési Országos Kiállításon Zay munkásságát dicsérettel jutalmazták, az iskolában tanított kurzusok pedig aranydíjat nyertek. Szintén ebben az évben a magyar korona jóváhagyta a KBA-AB tantervet, és 1891-re Zay munkája, valamint a kormányzati követelmények változásai átalakították a magyar kisgyermeknevelést. 1892-ben az iskola hivatalosan is állami akkreditációt kapott, két évvel később pedig Zay egy három hónapos továbbképző tanfolyamot tervezett, hogy felkészítse a vidéki gyermekek gondozóit, amíg szüleik ültetéssel és betakarítással foglalkoztak. A gondnokok által végzett társadalmi munka, amely a gyermekek anyanyelvének és szokásainak megtanítására összpontosított, hidakat épített a vidéki családok és a városok között, ahol a gondnokok éltek. Szintén 1894-ben sikeresen fordult az egyházi hatóságokhoz, azzal érvelve, hogy az óvoda- és kézműves tanárok, akik technikai készségeket tanítottak és segítettek megőrizni a népművészetet, de nem tekinthetők pedagógusoknak, jogosultak legyenek nyugdíjra.
1896-ban Zay kiadta a Theorie und Praxis der Kleinkindererziehung (A kisgyermeknevelés elmélete és gyakorlata) című tankönyvet, amely kifejezte az óvoda fontosságát a gyermekek szociális fejlődésében. Arra utasította a tanárokat, hogy engedjék a gyerekeket felügyelt tevékenység és megfigyelés útján tanulni, megjegyezve, hogy az egymással való játék serkenti a fejlődésüket közösségük tagjaiként. Az 1916-ban Theorie und Praxis des Kindergartens (Az óvoda elmélete és gyakorlata) címmel átdolgozott és újra kiadott könyvet széles körben használták Németországban a tanárok képzésére a második világháború kitöréséig. 1898-ban Zay kiadott egy második könyvet, a Hilfsbüchlein zur Heranbildung von Leiterinnen von Sommerbewahranstalten-t (Segítőfüzet a nyári menhelyeket vezető nők továbbképzéséhez), amelyben gyakorlati tanácsokat adott a tanároknak a gyermekek nyári tevékenységeinek megszervezéséhez, hogy folytathassák szocializációjukat. A második kiadás 1918-ban jelent meg.
Számos, a hatóságokhoz intézett petíció után 1901-ben Zay végül sikeresen elérte, hogy megnyissa a tanári pályát a nők előtt. További sikert aratott, amikor 1903-ban megnyílt az első erdélyi normál női iskola Schäßburgban (Segesvár). Miután nyarait Angliában, Franciaországban és Németországban saját tanulmányai folytatására fordította, Zay kapcsolatba lépett nemzetközi feministákkal, mint például Minna Cauer és Jeanette Schwerin. Agitálni kezdett a gyermekmunka törvényeinek megváltoztatásáért, felszólított a nemzeti retorika elnyomására a kiadványokban és beszédekben, és kiállt az egyenlőség ügyéért, beleértve a nők szavazati jogát is.

### Későbbi karrier (1918–1928)
Az első világháború és a magyar–román háború után Erdély a Román Királyság fennhatósága alá került. 1918-ban a nők szavazati jogot kaptak az egyházi választásokon, és 1920-ban Zay megalapította a Freie Sächsische Frauenbundot (Szabad Szász [azaz németül beszélő] Nők Ligáját). Az ernyőszervezet célja a német etnikai származású nőcsoportok egyesítése volt a román államon belüli társadalmi-politikai cselekvés érdekében. A csoporton keresztül továbbra is szorgalmazta a nők oktatását, szorgalmazta a lányok középfokú műszaki oktatását, valamint nevelési és óvodai tanfolyamok bevezetését a leánygimnáziumokban.
 1925-ig vezette az ernyőszervezetet, amikor Lotte Binder váltotta fel.
Miután 1920-ban parlamenti képviselővé választották, a Țara Bârsei-i Néptanács kerületi bizottságának tagjaként is szolgált. 1922-ben hivatalosan is a KBA-AB igazgatójává nevezték ki, ezt a tisztséget 1927-es nyugdíjba vonulásáig töltötte be. 43 éves hivatali ideje alatt több mint 830 diákot sikerült diplomáztatnia. 1924-ben Zay változtatásokat hajtott végre a román állam által előírt új kulturális politikák beépítése érdekében, majd a következő évben a Női Liga elnökévé választották. 1928-ban, 80. születésnapjára a liga országos adománygyűjtést szervezett, több mint 250 000 román lejt gyűjtöttek össze az Adele Zay Alapítvány létrehozására a szász óvodák megőrzéséért.

## Halála és öröksége

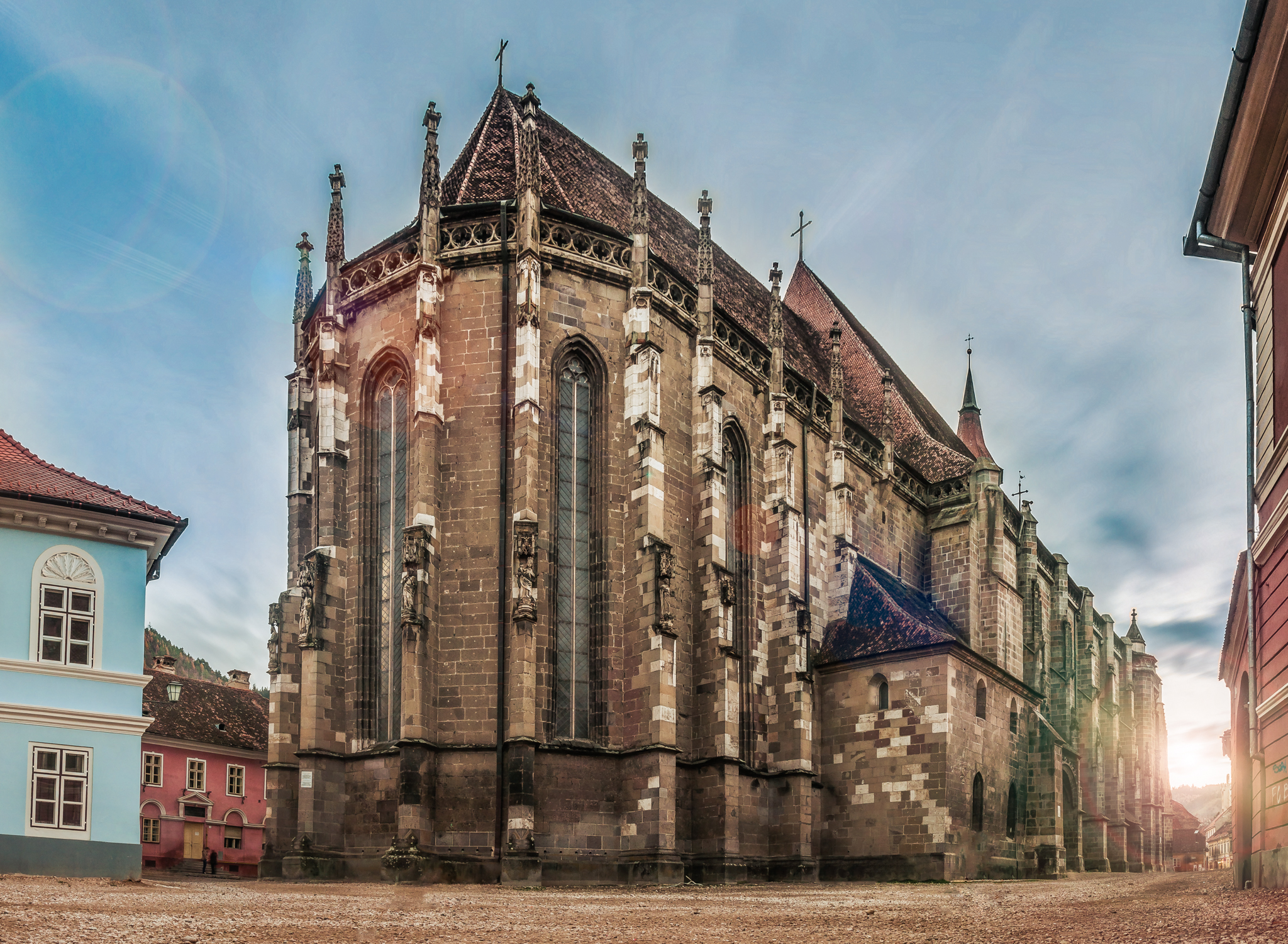
Biserica Neagra (Fekete templom), Brassó, Románia

Zay 1928. december 29-én halt meg Brassóban, egy rövid, szívroham okozta betegség után. Ő volt az első nő, akit felszenteltek a brassói Fekete Templomban, mielőtt kívánsága szerint a nagyszebeni városi temetőben temették el. Emlékezetes a tanítás professzionalizálásához való hozzájárulásáért, az erdélyi óvodák Fröbel elvei alapján történő létrehozásáért, valamint a nők felemelkedéséért tett erőfeszítéseiért.
1929-ben a KBA-AB-t (Ágostai hitvallású Evangélikus Egyház Óvodapedagógusképző Főiskola) átnevezték „Adele Zay Iskolára”, de azt a román kormány 1949-ben feloszlatta. A Zay által alapított Szabad Szász Nők Ligáját 1930-ban Német-Szász Nők Szövetségére nevezték át. A németországi Drabenderhöhében 1962-ben megalakult egy a nevét viselő jótékonysági egyesület. Az egyesület 1966-ban hozta létre a Haus Siebenbürgen, Alten- und Pflegeheim (Erdélyi Ház, Idősek Otthona és Ápolóközpont) intézményt az idős erdélyiek gondozására, melynek előcsarnokában mellszobrot és emléktáblát állítottak Zay Adél tiszteletére. Az egyesület 1992-ben egy óvodát, 1995-ben pedig egy második óvodát is létrehozott, mindkettőt Wiehl városa igazgatta.

## Fordítás
- Ez a szócikk részben vagy egészben  az   Adele Zay című angol Wikipédia-szócikk ezen változatának fordításán alapul.  Az eredeti cikk szerkesztőit annak laptörténete sorolja fel. Ez a jelzés csupán a megfogalmazás eredetét és a szerzői jogokat jelzi, nem szolgál a cikkben szereplő információk forrásmegjelöléseként.